# サンディエゴ
サンディエゴ（英：San Diego、スペイン語発音: [san ˈdjeɣo]）は、アメリカ合衆国カリフォルニア州サンディエゴ郡にある都市。同州ではロサンゼルスに次いで人口が多く、アメリカ西海岸有数の世界都市。

## 歴史
1542年、ポルトガル生まれのスペインの探検家のフアン・ロドリゲス・カブリージョ（スペイン語: Juan Rodríguez Cabrillo）あるいはジュアン・ルドリゲシュ・カブリーリュ（ポルトガル語: João Rodrigues Cabrilho）が、スペイン船でロマ岬（Point Loma）に到着し、この地を「サン・ミゲル（San Miguel）と名づけた。ヨーロッパ人として初めてサンディエゴに足を踏み入れたとされている。1602年、植民地開拓に来たスペイン人のセバスティアン・ビスカイノ（Sebastián Vizcaíno）は、同年11月12日の「サン・ディエゴ・デ・アルカラ」の祭りの日に「サン・ミゲル」から「サン・ディエゴ」に町の名前を変更した。これ以来この都市の名前となった。
1769年、フランシスコ会修道士のフニペロ・セラ神父が、スペインの支配地であったメキシコからサンディエゴに入り、現在のオールドタウン（Old Town）と呼ばれている場所に、カリフォルニアで初めての伝道所を建設した。この伝道所を中心に、ヨーロッパからの入植者たちにより、いくつかの集落が出来た。オールドタウンをサンディエゴ発祥の地と言うことができる。
米墨戦争の結果、メキシコからアメリカに割譲され、1850年にアメリカ合衆国カリフォルニア州となり、2月18日にカリフォルニア州の最初の27郡の一つとして始まった。この頃のサンディエゴ郡の人口はおよそ3,490人で、798人の開拓者と2,692人のアメリカ先住民（インディアン）という構成であった。また、郡の範囲は現在のサンディエゴ郡はもとより、インペリアル郡、リバーサイド郡、サンベルナルディノ郡およびインヨウ郡の東側を含むおよそ40,000平方マイルあった。

## 概要

### 基地の街
サンディエゴはファイタータウンと呼ばれ、映画「トップガン」（TOPGUN）の舞台になったように、基地の街でもある。海軍や海兵隊の基地が数多くあり、アメリカ太平洋艦隊の基地が設置されている。そのせいか、リベラルと言われるカリフォルニア州の中では保守的と言われている。
主な基地
- サンディエゴ海軍基地
- ミラマー海兵隊航空基地
- MCRDサンディエゴ（海兵隊の新兵訓練基地）
- キャンプ・ペンドルトン（市外の海兵隊基地）

### 国境の街
もともとスペイン領、メキシコ領であったことから、サンディエゴという地名はもとより、地名や通りの名前にもスペイン語由来のものが数多く見受けられる。
国境をはさんだメキシコ側のティフアナへは、労働力の安さとアメリカへの輸送性の良さなどを求め、アメリカはもとより日本、韓国、台湾などの企業が工場を設立、駐在員とその家族がサンディエゴ側に生活している。
2018年11月、中米からの移民キャラバンがメキシコ側のティフアナに次々と到着。サンディエゴ側の国境検問所は、越境を警戒して検問所前の車線を大きく制限するとともに、新たに有刺鉄線を張り巡らしたバリケードを設置した。

### ハイテクの街
基地の街として、アメリカ軍関係の企業が発展していたところへ、現在ではクアルコムなどを始めとする情報通信関連の企業や、バイオ、製薬、医療機器の企業が集結し初めている。世界的に有名なスクリップス研究所、スクリップス海洋研究所、およびソーク研究所がある。
また、カリフォルニア大学サンディエゴ校（UCSD）やサンディエゴ州立大学（SDSU）などとの産学協同も、その一翼を担っているといえ、このような学術研究機関で、多くの外国人が研究・留学している。

### 特徴
年間を通じて過ごしやすい温暖気候、自然の豊かな地形、それらを活かしたレジャースポット、大都市としての利便性などの点に恵まれている。

## 地理

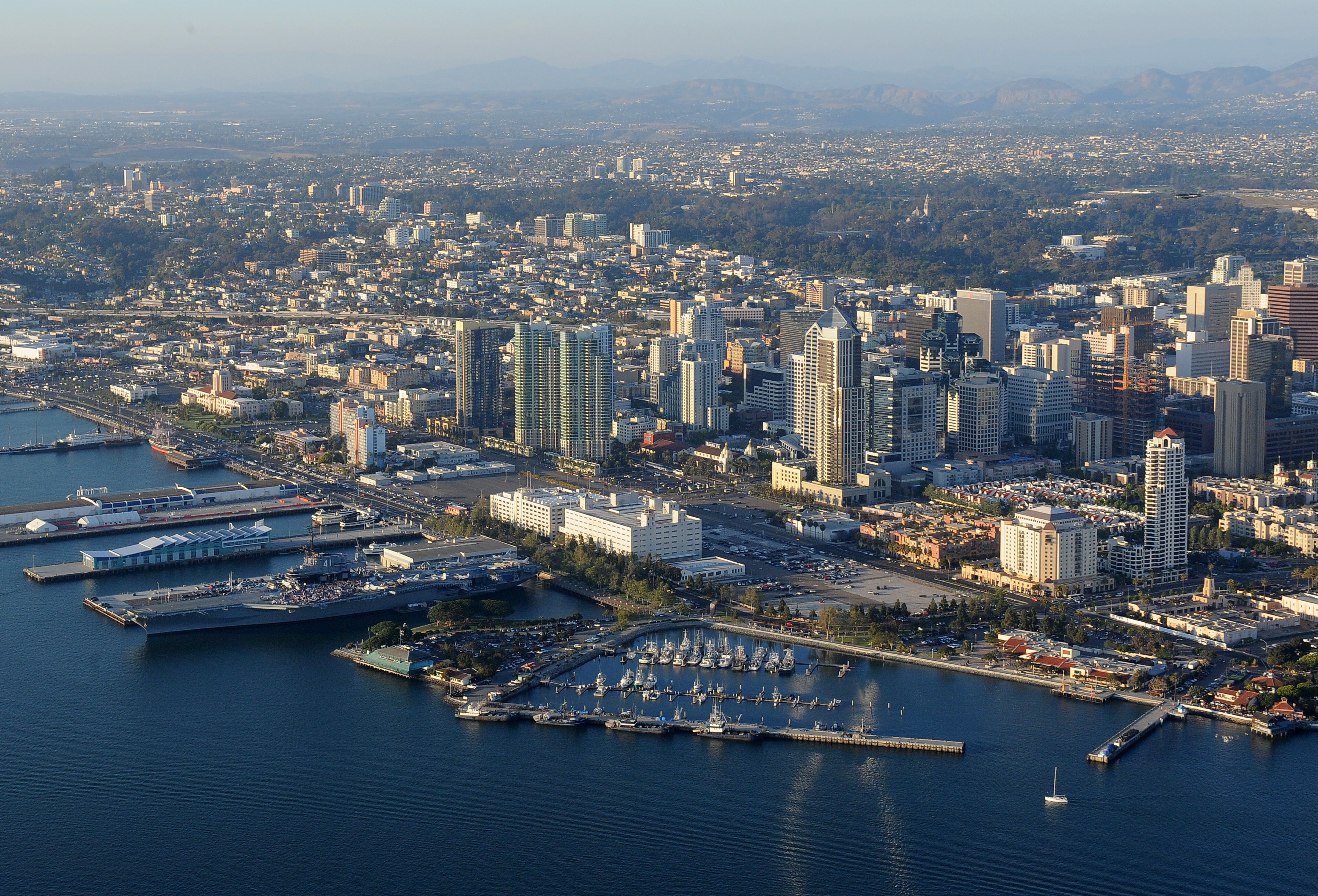
ダウンタウン

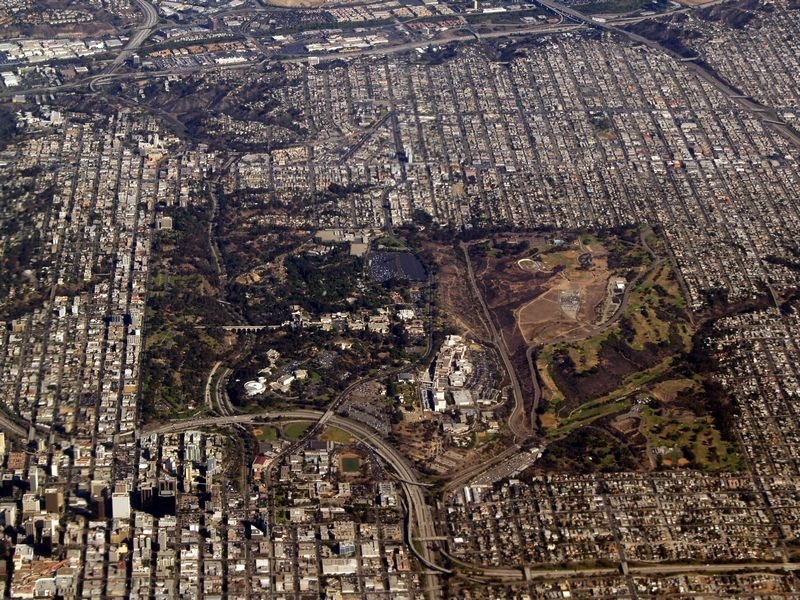
バルボアパーク

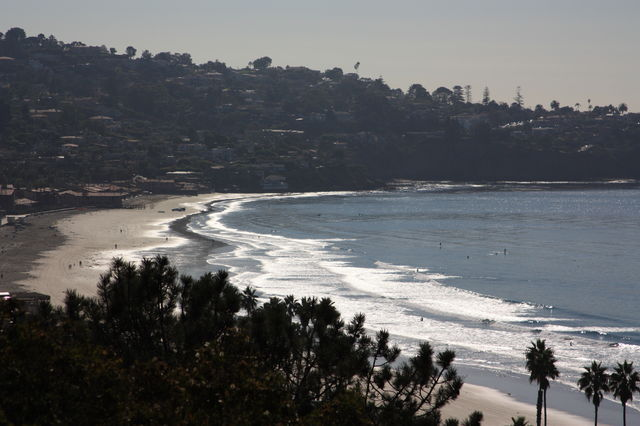
ラホヤビーチ

サンディエゴは、サンディエゴ郡西部に位置している。太平洋に面し、南はメキシコに接している。ロサンゼルスからの距離は約180キロメートルである。
ダウンタウンはサンディエゴのビジネスの中心であり、超高層ビルが林立している。また、鉄道やバスなどの公共交通のハブとして機能している。ダウンタウンの北東には490ヘクタールの広さを誇るバルボアパークがある。緑の中に文化施設が点在し、市民の憩いの場所となっている。
サンディエゴ湾内は港湾施設やアメリカ海軍の基地が所狭しと立地しており、自然海岸は少ない。観光客の集まるビーチは市北西部の太平洋岸にある。北からラホヤビーチ、パシフィックビーチ、ミッションビーチ、オーシャンビーチと並んでいる。住宅地としても人気があり、富裕層の住民が多い。
市東部の丘陵地はかつて果樹園や牧場が広がっていたが、第二次世界大戦後にサンディエゴのベッドタウンとして開発された。近年、住宅地は更に東方の郊外都市に広がりつつある。
市南部のサンイシドロ地区はサンディエゴの飛び地である。アメリカ＝メキシコ国境地帯にあり、政治的、経済的に重要な地区である。路面電車のサンディエゴ・トロリーが連絡している。
アメリカ合衆国統計局によると、この都市は総面積963.6km2(372.0mi2)である。このうち840.0km2(324.3 mi2)が陸地で123.5km2(47.7 mi2)が水地域である。総面積の12.82%が水地域となっている。

## 気候
ケッペンの気候区分ではステップ気候（BSk）に属する。一般的に温暖な気候と言われており、夏は暑過ぎず、冬も寒過ぎない。しかし、この傾向はサンディエゴ郡の一部である沿岸の気候を表現しているに過ぎない。天気予報では概ね、沿岸（Coastal）、内陸（Inland）、山岳（Mountain）、砂漠（Desert）の4つに分けている。
| サンディエゴの気候                                                                                         | サンディエゴの気候 | サンディエゴの気候 | サンディエゴの気候 | サンディエゴの気候 | サンディエゴの気候 | サンディエゴの気候 | サンディエゴの気候 | サンディエゴの気候 | サンディエゴの気候 | サンディエゴの気候 | サンディエゴの気候 | サンディエゴの気候 | サンディエゴの気候 |
| 月 | 1月                | 2月                | 3月                | 4月                | 5月                | 6月                | 7月                | 8月                | 9月                | 10月               | 11月               | 12月               | 年                 |
| --- | ------------------ | ------------------ | ------------------ | ------------------ | ------------------ | ------------------ | ------------------ | ------------------ | ------------------ | ------------------ | ------------------ | ------------------ | ------------------ |
| 最高気温記録 °C （°F）                                                                                     | 31 (88)            | 32 (90)            | 34 (93)            | 37 (98)            | 36 (96)            | 38 (101)           | 38 (100)           | 37 (98)            | 44 (111)           | 42 (107)           | 36 (97)            | 31 (88)            | 44 (111)           |
| 平均最高気温 °C （°F）                                                                                     | 18.7 (65.7)        | 18.7 (65.6)        | 19 (66.2)          | 20.1 (68.1)        | 20.6 (69.1)        | 21.8 (71.3)        | 23.9 (75.1)        | 24.9 (76.9)        | 24.7 (76.4)        | 22.9 (73.3)        | 20.8 (69.5)        | 18.5 (65.3)        | 21.2 (70.2)        |
| 日平均気温 °C （°F）                                                                                       | 14.2 (57.6)        | 14.7 (58.4)        | 15.5 (59.9)        | 16.8 (62.2)        | 18.1 (64.5)        | 19.4 (66.9)        | 21.4 (70.5)        | 22.2 (72.0)        | 21.7 (71.0)        | 19.6 (67.2)        | 16.6 (61.8)        | 13.9 (57.1)        | 17.8 (64.1)        |
| 平均最低気温 °C （°F）                                                                                     | 9.7 (49.5)         | 10.7 (51.2)        | 12.1 (53.7)        | 13.6 (56.4)        | 15.5 (59.9)        | 16.9 (62.5)        | 18.8 (65.9)        | 19.3 (66.7)        | 18.7 (65.6)        | 16.2 (61.1)        | 12.2 (54.0)        | 9.4 (48.9)         | 14.4 (58.0)        |
| 最低気温記録 °C （°F）                                                                                     | −2 (29)            | 2 (36)             | 4 (39)             | 5 (41)             | 8 (47)             | 10 (50)            | 13 (55)            | 14 (57)            | 11 (51)            | 6 (43)             | 3 (38)             | 1 (34)             | −2 (29)            |
| 雨量 mm （inch）                                                                                           | 50.3 (1.98)        | 57.7 (2.27)        | 46 (1.81)          | 19.8 (0.78)        | 3 (0.12)           | 1.8 (0.07)         | 0.8 (0.03)         | 0.5 (0.02)         | 3.8 (0.15)         | 14.5 (0.57)        | 25.4 (1.00)        | 38.9 (1.53)        | 262.4 (10.33)      |
| 平均降雨日数                                                                                               | 6.7                | 7.1                | 6.5                | 4.0                | 1.4                | 0.8                | 0.7                | 0.4                | 1.2                | 2.8                | 4.1                | 5.8                | 41.5               |
| 平均月間日照時間                                                                                           | 239.3              | 227.4              | 261.0              | 276.2              | 250.5              | 242.4              | 304.7              | 295.0              | 253.3              | 243.4              | 230.1              | 231.3              | 3,054.6            |
| 出典1：Temperature & rainy days data: National Oceanic and Atmospheric Administration, NOWData (1981-2010) |                    |                    |                    |                    |                    |                    |                    |                    |                    |                    |                    |                    |                    |
| 出典2：Mean monthly sunshine hours: San Diego/Lindbergh Field CA Climate Normals (1961–1990)               |                    |                    |                    |                    |                    |                    |                    |                    |                    |                    |                    |                    |                    |

## 人口動勢
2010年の国勢調査で、この都市は人口1,307,402人、450,691世帯および271,315家族が暮らしている。人口密度は1,456.4/km2(3,771.9/mi2)である。559.1/km2(1,448.1/mi2)の平均的な密度に469,689軒の住宅が建っている。この都市の人種的な構成は白人58.9%、アフリカン・アメリカン6.7%、先住民0.6%、アジア15.9%(フィリピン人5.9%、中国人2.7%、ベトナム人2.5%、インド人1.3%、韓国人1.0%、日本人0.7%、ラオス人0.4%、カンボジア人0.3%、タイ人0.1%)、太平洋諸島系0.5%、その他の人種12.3%および混血5.1%である。人口の28.8%はヒスパニックまたはラテン系である。
この都市内の住民は24.0%が18歳未満の未成年、18歳以上24歳以下が12.4%、25歳以上44歳以下が34.0%、45歳以上64歳以下が19.1%および65歳以上が10.5%にわたっている。中央値年齢は32歳である。女性100人ごとに対して男性は101.7人である。18歳以上の女性100人ごとに対して男性は100.4人である。
サンディエゴの世帯ごとの平均的な収入は45,733米ドルであり、家族ごとの平均的な収入は53,060米ドルである。男性は36,984米ドルに対して女性は31,076米ドルの平均的な収入がある。この都市の一人当たりの収入（per capita income）は23,609米ドルである。人口の14.6%および家族の10.6%は貧困線以下である。全人口のうち、18歳未満の20.0%および65歳以上の7.6%は、貧困線以下の生活を送っている。
2012年12月時点で、サンディエゴのホームレスの人数は、アメリカ合衆国内で第3位である。

## 治安
1990年から2007年まで、年間平均殺人件数は139人（もしくは住人10万人につき12.2人）で、サンディエゴにおける犯罪率は下がり続けた。2004年には、人口50万人以上の都市の中で、全米6番目に犯罪率が低い都市であった。2002年から2006年にかけて、全犯罪率は0.8%だけしか下がっていないが、暴力犯罪率は12.4%も下がった。資産目的の犯罪が1.1%増加したことが理由の一つである。
2007年は、市において59人が殺害され殺人率は上昇し、10万人につき4.7人が殺害された（全米平均は3.1人）。犯罪率は2.1%上昇した。資産目的の犯罪の合計数は、2004年における全米平均より少ない。2007年の不法侵入や窃盗、自動車窃盗の発生率は全米平均より2倍以上高い。2010年には暴力犯罪が5,616件、財産目的の犯罪が30,753件発生した。
主な暴力犯罪は、過激な強姦のほか、強盗が73件、加重暴行が170件であり、財産目的の犯罪は、強盗が6,387件、盗難が17,977件、車上荒らしが6,389件、放火が155件等であった。

## スポーツ
- サンディエゴ・パドレス - MLB

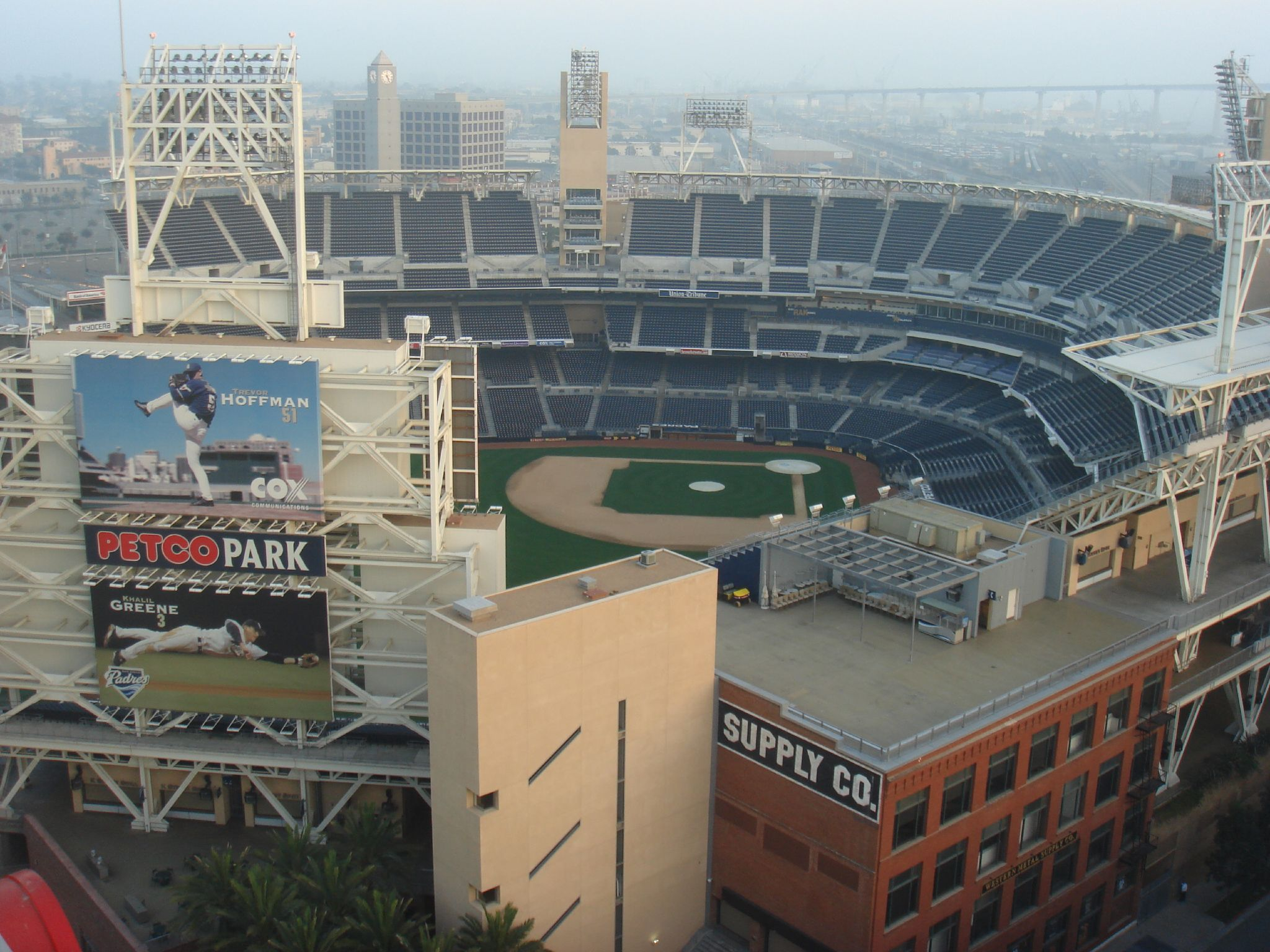
ペトコ・パーク

- サンディエゴ・ガルズ - イーストコースト・ホッケーリーグ（マイナーリーグ）
- サンディエゴ・シールズ - ナショナルラクロスリーグ
- サンディエゴ・ソッカーズ - メジャーアリーナサッカーリーグ
- サンディエゴ・リージョン - MLR
- サンディエゴ・ストライクフォース- インドアフットボールリーグ

## 文化

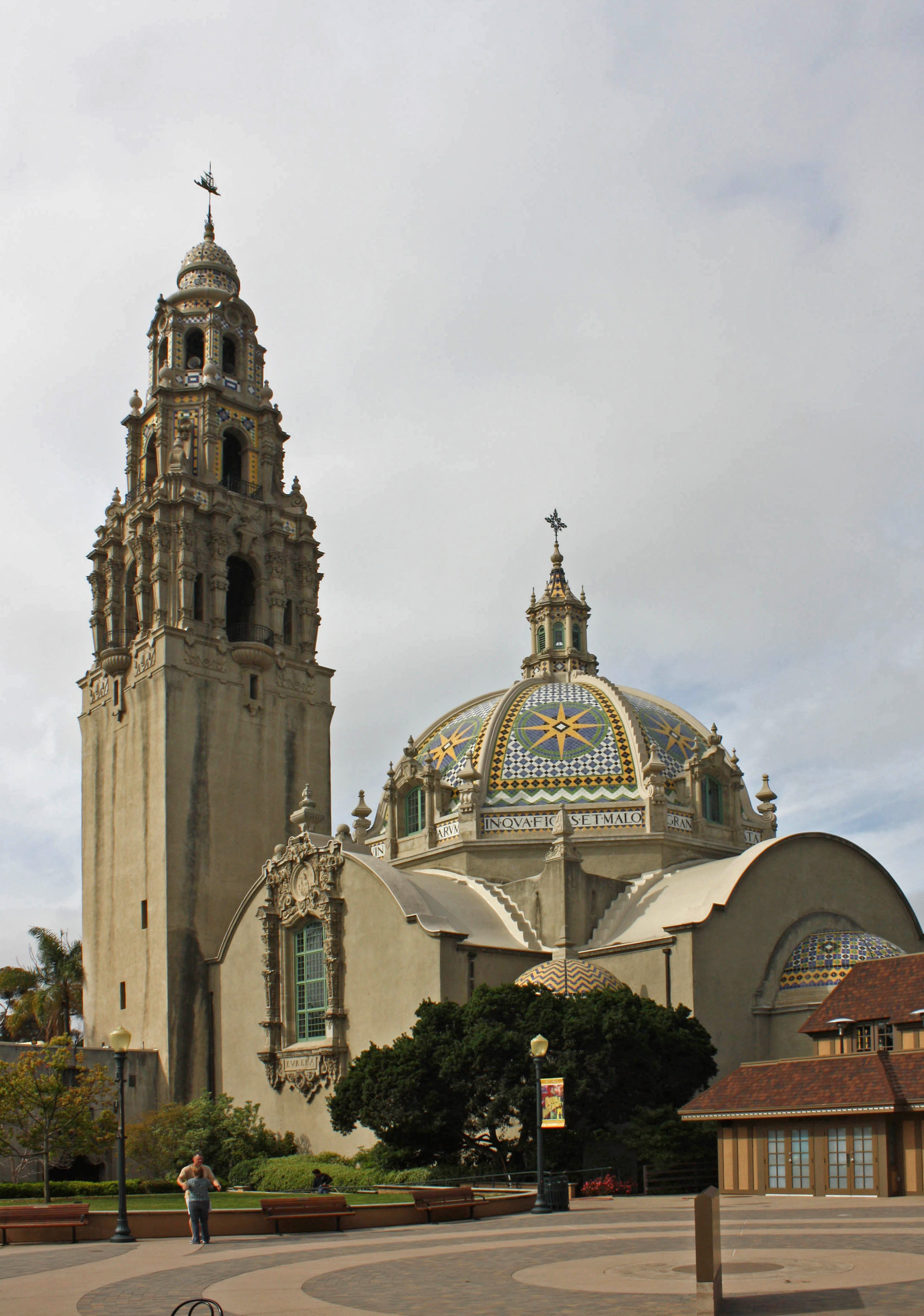
サンディエゴ自然史博物館

### 美術館
- サンディエゴ美術館（San Diego Museum of Art）
- サンディエゴ写真美術館（Museum of Photographic Arts San Diego）
- ティムケン美術館（Timken Museum of Art）
- サンディエゴ航空宇宙博物館（San Diego Air & Space Museum） - 屋外に展示されたSR-71が目印。
- サンディエゴ現代美術館（Museum of Contemporary Art San Diego） - リゾートタウンであるラホヤ海岸と、市内中心部のサンタフェ駅に隣接した館の2つの建物がある。チケットは共通。

### 博物館
- サンディエゴ自然史博物館（Museum of Us）
- 空母ミッドウェイ（USS Midway Aircraft Carrier San Diego Museum） - 空母ミッドウェイを保管し、軍事博物館として公開している。

### 動物園・水族館
- サンディエゴ動物園（San Diego Zoo） - YouTubeに最初に投稿された動画のミー・アット・ザ・ズーが撮影された場所として有名である。
- シーワールド・サンディエゴ（英語版）（SeaWorld San Diego）

## 交通機関

### 空港

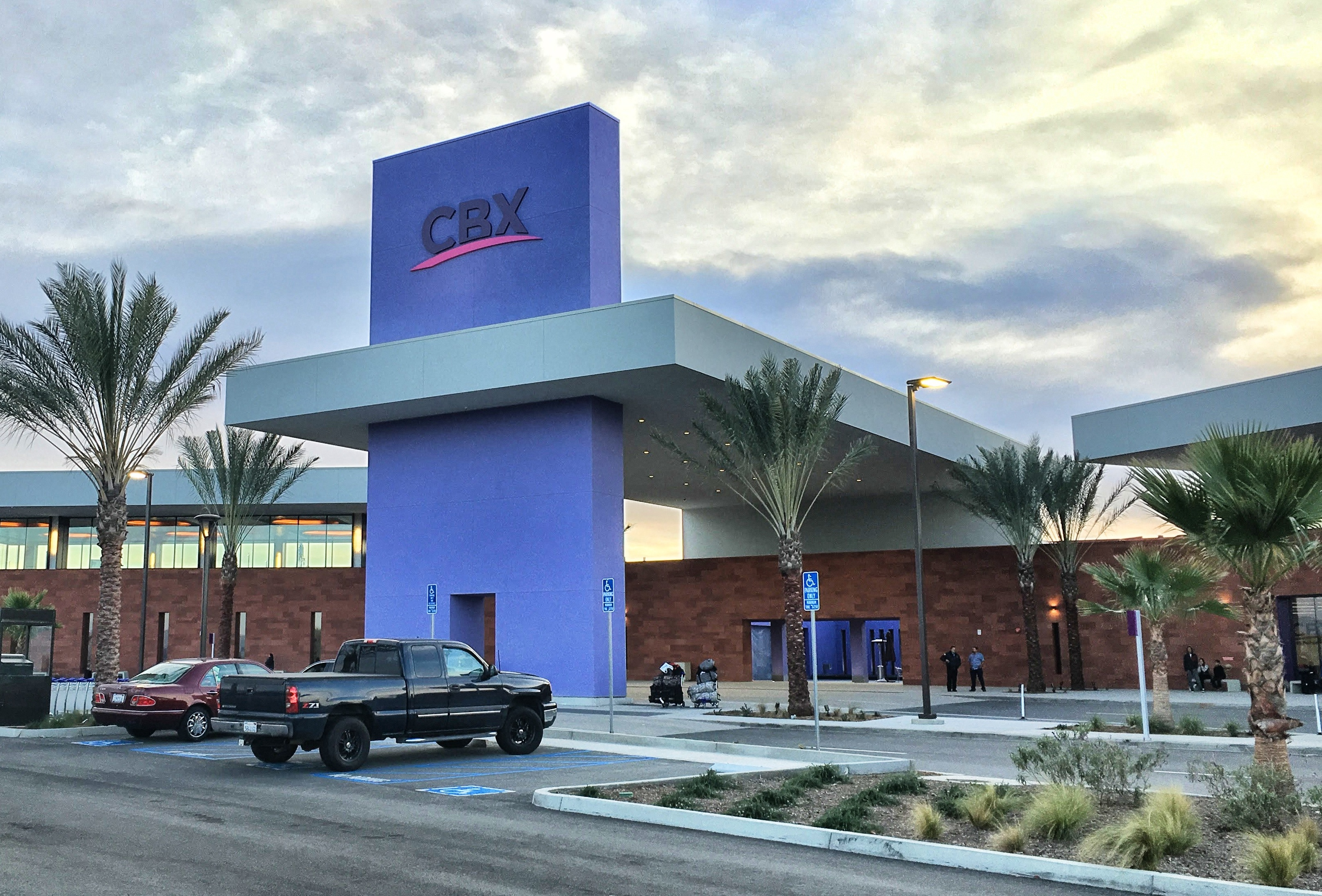
サンディエゴ側にあるクロスボーダーエクスプレスのターミナル

サンディエゴ国際空港が玄関口となっている。市内中心部までは車で10分程度、メキシコとの国境までは車で30分以内と交通の便が良いものの、市街地に近すぎることに加えて滑走路が1本しかないことから増大する需要に応えられないという問題を抱えていた。このため国境を接するメキシコ・ティフアナのヘネラル・アベラルド・L・ロドリゲス国際空港を出入国審査無しで利用することが計画され、2015年12月9日にサンディエゴ・ティフアナ・クロスボーダーエクスプレスが完成し利用の便を図っている。しかしロドリゲス国際空港も需要が逼迫しており、第二空港の建設や近郊の軍用飛行場の転用などが検討されている。
なお、2012年12月2日より日本とサンディエゴを結ぶ初の直行便として、日本航空が成田国際空港との間にボーイング787-8を使用した定期便を開設した。

### 高速道路
ロサンゼルス方面からはフリーウェイI-5、ロサンゼルス東部からはフリーウェイI-15、アリゾナ方面からはフリーウェイI-8を利用、ロサンゼルス国際空港からは車で2時間程度、南部メキシコ国境からはI-5ないしはI-805を利用で15分程度である。

### 鉄道

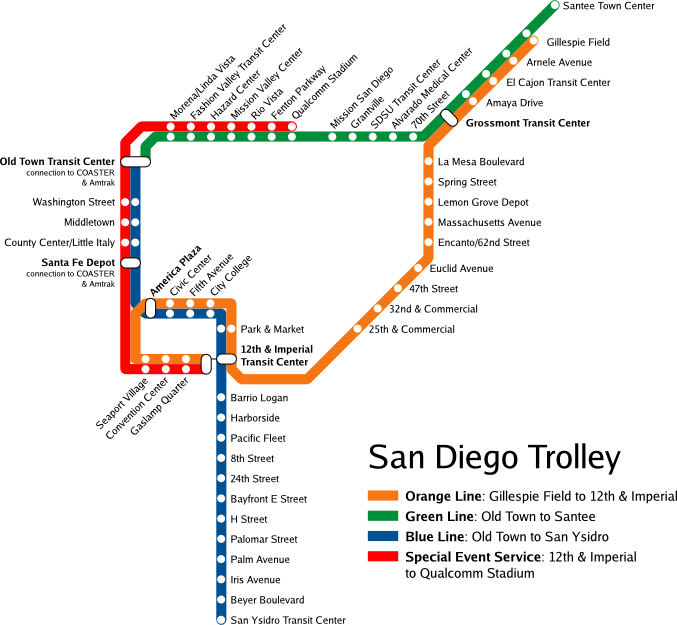

アムトラックのサンタフェ駅があり、ロサンゼルス - サンディエゴ間（一部はサンルイスオビスポ - ロサンゼルス - サンディエゴ間）を結ぶパシフィック・サーフライナーが発着する。また、近郊の通勤列車コースターも乗り入れている。市内にはサンディエゴ・トロリーと呼ばれる路面電車が数系統走っており、このうちブルーラインはサンイシドロ国境検問所前まで伸びている。このサンディエゴ・トロリーの最初の路線の開業は1981年に遡り、カナダのエドモントンやカルガリーと並んで北米におけるLRTの導入例としては最初期の部類に入る。2011年には、これらのライトレール路線に加えてPCCカーで都心部を環状運転するシルバーラインが開業した。

### 長距離バス
グレイハウンドのバスターミナルはサンディエゴトロリーの12th & Imperial駅の近くに位置している。ロサンゼルス - サンディエゴ間は毎時1本以上の頻度で便がある。また、国境を越えてメキシコのティフアナへも頻繁に便がある。

## 出身・関連著名人

### 出身者
- グレゴリー・ペック（俳優）
- ミシェル・ウィリアムズ（女優） - 1980生。9歳頃からサンディエゴ居住。
- マイケル・ノーマン（陸上選手） - 1997生

### 居住その他ゆかりある人物
- レイモンド・チャンドラー（作家） - ラホヤ地区で死去。

## 友好姉妹都市
サンディエゴはCities International, Inc.（SCI）によって指定された16の姉妹都市を有している。全米国際姉妹都市協会（Sister Cities International）加盟都市。以下はその一部の例である。
- アルカラ・デ・エナーレス（スペイン） - 都市名の由来となったディエゴ・デ・アルカラの出身地
- カンピーナス（ブラジル）
- カヴィテ（フィリピン）
- エディンバラ（イギリス、スコットランド）
- ジャラーラーバード（アフガニスタン）
- 全州市（韓国）
- 台中市（台湾）
- 横浜市（日本）
- ほか8都市

また、佐世保市（日本）とは、佐世保港とサンディエゴ港が姉妹港の提携を結んでいる。